# Ciprian Porumbescu (componist)

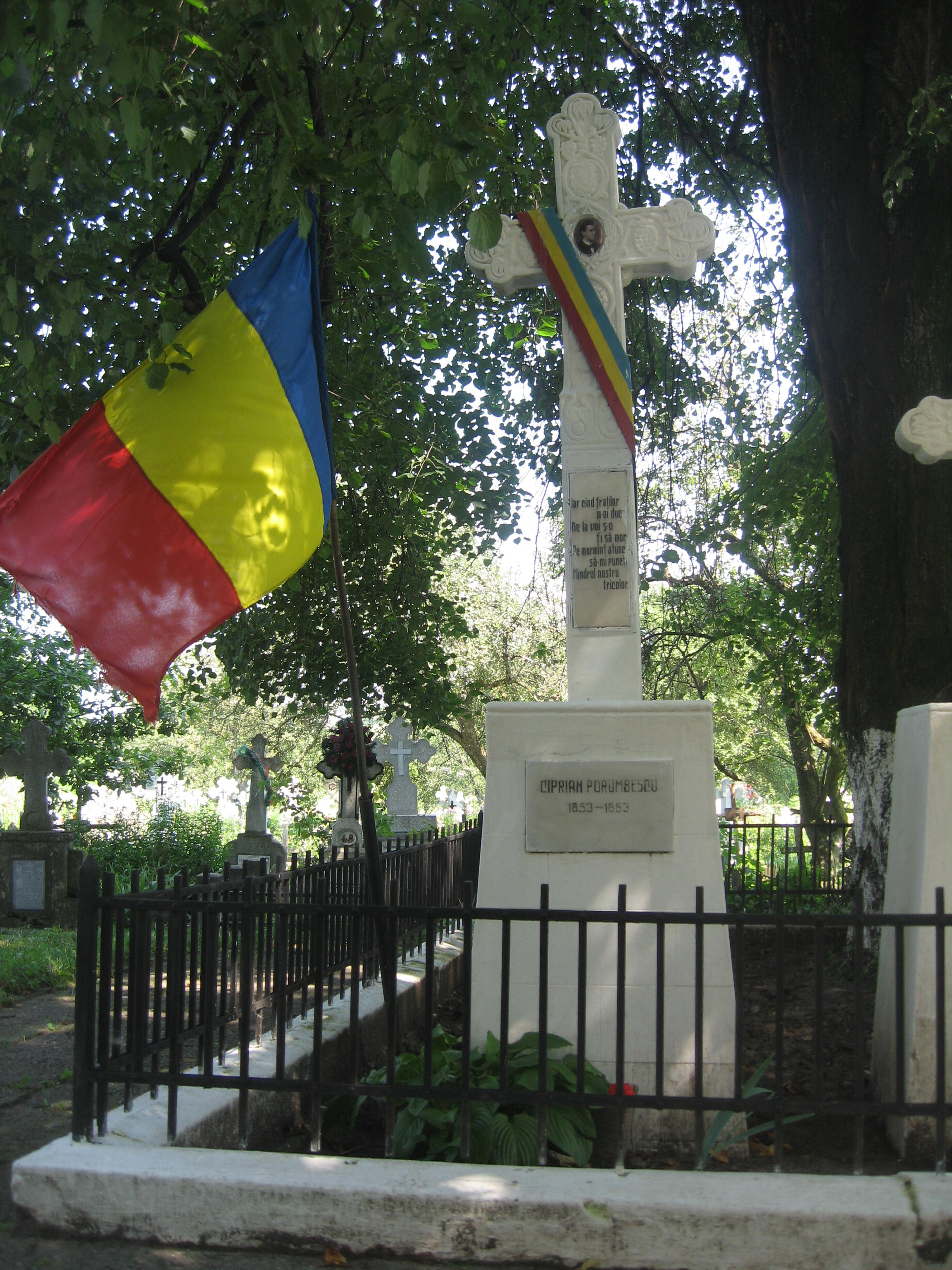
Monument op het graf van de begraafplaats aan de Sint Demetrio kerk in Ciprian Porumbescu

Ciprian Porumbescu (eigenlijk: Cyprian Gołęmbiovski) (Şipotele Sucevei, Boekovina, nu: Shepit, Oblast Tsjernivtsi (Oekraïne), 14 oktober 1853 – Stupca, nu naar de componist vernoemd Ciprian Porumbescu, District Suceava, 6 juni 1883) was een Roemeens componist, muziekpedagoog en dirigent. Hij was een zoon van de orthodoxe theoloog, Roemeense schrijver en volksliederenverzamelaar Iraclie Gołęmbiovski (1823-1896). De oorspronkelijke naam Gołęmbiovski werd in 1881 door de Oostenrijkse overheid veranderd in Porumbescu.

## Levensloop
Porumbescu ging in Suceava naar school en leerde als autodidact viool spelen. Later (1859-1864) kreeg hij vioolles van Karol Mikuli en Simon Maier, maar ook van Stefan Nosievici muziektheorie, eveneens in Suceava. Van 1873 tot 1877 studeerde hij Grieks-orthodoxe theologie in Tsjernivtsi. In deze periode kreeg hij geregeld pianoles en celloles, en bij Isidor Vorobchievici compositie en koorleiding. Hij organiseerde en leidde in deze tijd diverse kamermuziekensembles. Van 1875 tot 1877 was hij dirigent van het koor van de studentenkring "Arboroasa" in Tsjernivtsi. Om politieke redenen werd hij gearresteerd en hij werd daar erg ziek (tuberculose).
Van 1879 tot 1880 studeerde hij geschiedenis aan de Universiteit van Wenen. Tegelijkertijd studeerde hij onder de naam Cyprian Gołęmbiovski harmonie aan het Konservatorium der Gesellschaft der Musikfreunde Wien in Wenen gecombineerd met studies in compositie, viool en piano bij onder andere Anton Bruckner en Franz Krenn. Verder studeerde hij bij Eusebie Mandicevschi muziektheorie. In deze tijd was hij dirigent van het koor van de Roemeense studentenkring "România Junǎ". Naast werken uit de Roemeense folklore voerden zij ook eigen werken van Porumbescu uit. Hij publiceerde toen een liederenboek voor Roemeense studenten "Colecţiune de cântece sociale pentru studenţii români".
In 1881 en 1882 was hij muziekleraar in Brașov en tegelijkertijd dirigent van het kerkkoor van de Grieks-orthodoxe Sint Niklaaskerk in Şeii (Roemenië) en van de Roemeense turn- en zangvereniging in Brașov.
Als componist schreef hij rond de 250 werken in verschillende genres. Tot zijn internationaal (relatief) bekende composities behoren Crai nou, het vroegere Roemeense volkslied Trei culori, alsook het Albanese volkslied Himni i Flamurit met de oorspronkelijke Roemeense naam "Pe-al nostru steag e scris Unire". Naast zijn werkzaamheden als componist schreef hij ook gedichten, lyrische teksten en artikelen voor dagbladen; hij beïnvloedde het dagelijkse culturele en muziekleven. Diverse werken waren geïnspireerd op nationale helden en grote aanvoerders van het leger, zoals Stefanus III van Moldavië en Dragoş Vodă, de legendarische Roemeense woiwode en stichter van het Vorstendom Moldavië.
Hij overleed op 29-jarige leeftijd in Stupca, waarvan de naam ter herinnering aan deze nationale held werd omgedoopt tot Ciprian Porumbescu. Ook het conservatorium in de Roemeense hoofdstad werd naar hem vernoemd Conservatorium "Ciprian Porumbescu" Boekarest, voordat het veranderd werd in Nationale Muziekuniversiteit Boekarest (Universitatea de Muzica din Bucuresti).

## Composities

### Werken voor orkest
- 1882 Rapsodia română, voor orkest
- 1882 Parafrază pe o temă românească

### Missen en andere kerkmuziek
- Adusu-mi-am aminte, voor mannenkoor
- Axion la Rusalii, voor gemengd koor
- Cântările Sfintei Liturghii în do major, voor mannenkoor
- Condacul Maicii Domnului, voor mannenkoor
- Priceasnă de Paşti, voor gemengd koor
- Tatăl nostru (Onze vader), voor mannenkoor

### Muziektheater

#### Operette
| Voltooid in | titel    | aktes       | première                                                 | libretto          |
| ----------- | -------- | ----------- | -------------------------------------------------------- | ----------------- |
| 1881-1882   | Crai nou | 2 bedrijven | 11 maart 1882, Brașov, Colegiul Național "Andrei Șaguna" | Vasile Alecsandri |

#### Toneelmuziek
- 1877 Candidatul Linte, komedie in 2 scènes

### Vocale muziek
- A căzut o rază lină
- Altarul Mănăstirii Putna, voor solisten, mannenkoor en piano
- Cântec de primăvară
- Cântecul gintei latine
- Cantecul tricolorului (Drie kleuren), hymne (vroeger Roemeens volkslied)
- Cât te-am iubit
- Colecţiune de cântece sociale pentru studenţii români
- Dedicaţiune
- Gaudeamus Igitur
- Himni i Flamurit (Pe-al nostru steag e scris Unire), hymne (Albanees volkslied)
- Inimă de român
- La malurile Prutului
- Lăsaţi-mă să cânt
- Noapte de primăvară, walslied
- Nu-i viaţă mai plăcută
- Oda ostasilor romani
- Serenada (Dormi uşor)
- Te-ai dus, iubite

### Kamermuziek
- 1875 Cvintet, voor dwarsfluit en strijkkwartet
- 1880 Balada, voor viool en piano[2]
- 1880 Reverie, voor viool en piano

### Werken voor piano
- Bătrâneasca
- Hora Brașovului
- Hora Detrunchiaților
- Zâna Dunării